# Eustrotia cumalinea
Eustrotia cumalinea är en fjärilsart som beskrevs av George Thomas Bethune-Baker 1911. Eustrotia cumalinea ingår i släktet Eustrotia och familjen nattflyn. Inga underarter finns listade i Catalogue of Life.